# خوسيه توماس
خوسيه توماس (بالإسبانية: José Tomás)‏ هو عازف الغيتار الكلاسيكي إسباني، ولد في 26 أغسطس 1934، وتوفي في 7 أغسطس 2001.